# Luisa Recabárren de Marin
Luisa Recabárren de Marin, född 1777 i La Serena i Chile, död 1820, var en aktör i det chilenska självständighetskriget. 
Hon höll en välbesökt politisk salong och kunde genom den och sitt kontaktnät bedriva en effektiv spionverksamhet till förmån för revolutionen. 